# Maison au 62, rue des Vignerons à Bergheim
La maison au 62, rue des Vignerons est un monument historique situé à Bergheim, dans le département français du Haut-Rhin.

## Localisation
Ce bâtiment est situé au 62, rue des Vignerons à Bergheim.

## Historique
L'édifice fait l'objet d'une inscription au titre des monuments historiques depuis 2000.

## Architecture

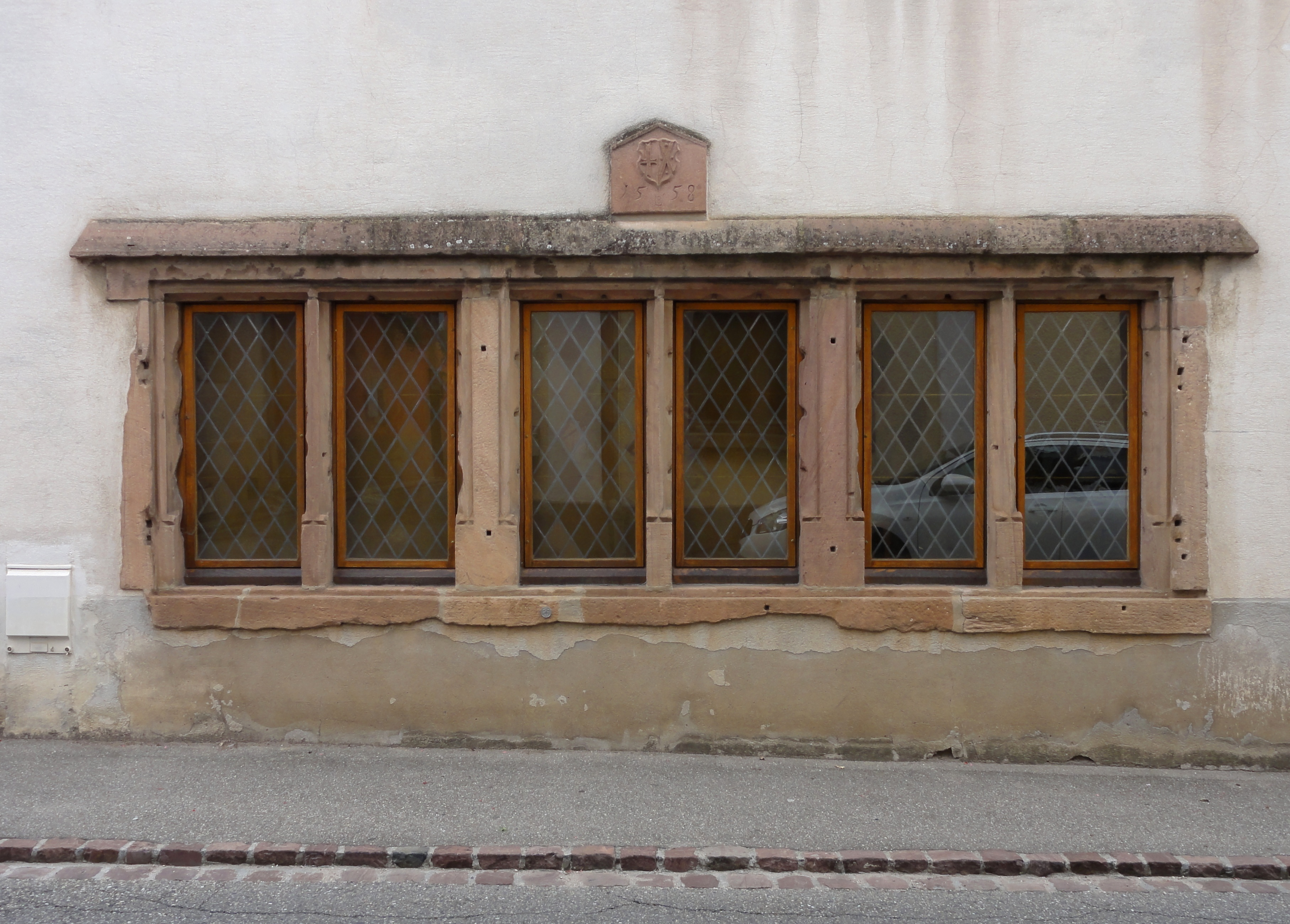
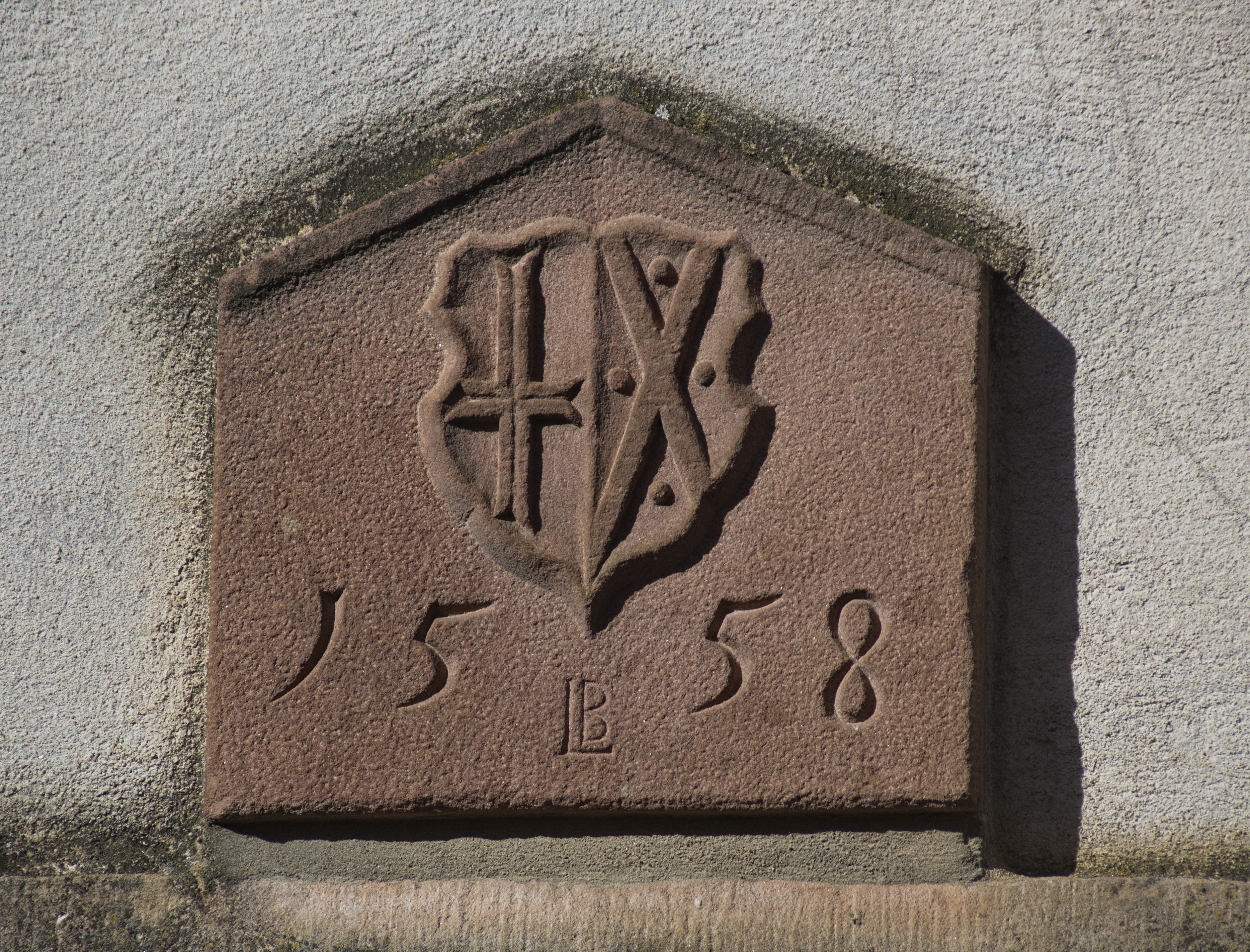
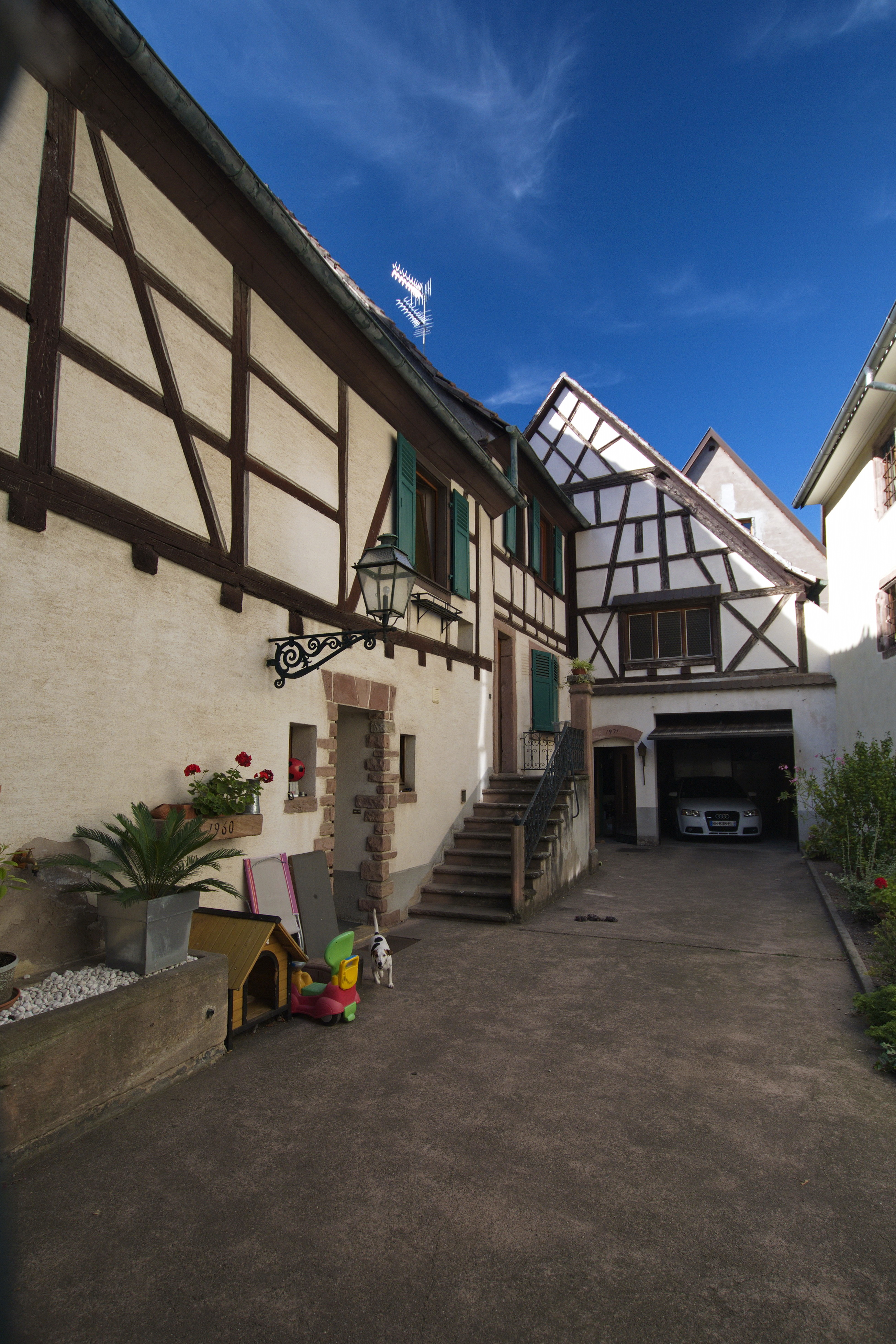